# Oleria tremona
Espèce
Oleria tremona est une espèce d'insectes lépidoptères, un papillon diurne appartenant à la famille des Nymphalidae, sous-famille des Danainae, à la tribu des Ithomiini, sous-tribu des Oleriina et au genre Oleria.

## Dénomination
Oleria tremona a été décrit par Richard Haensch en 1909.

### Sous-espèces
- Oleria tremona tremona ; présent en Colombie.
- Oleria tremona ochoai lamas, 2003 ; présent au Pérou.
- Oleria tremona schoenfelderi Baumann, 1985 ; présent en Bolivie
- Oleria tremona ssp. Willmott & Lamas ; présent en Colombie.
- Oleria tremona ssp. Lamas & Willmott ; présent au Pérou.
- Oleria tremona ssp. Lamas & Willmott ; présent au Pérou[1].

## Description
Oleria tremona est un papillon à corps fin, d'une envergure d'environ 45 mm, aux ailes antérieures à bord interne concave.
Les ailes sont transparentes finement veinées de foncé, bordées de marron avec aux ailes antérieures de courtes barres marron partant du bord costal et du bord externe.

## Écologie et distribution
Oleria tremona est présent en Colombie, en Équateur, en Bolivie et au Pérou,,.

### Protection
Pas de statut de protection particulier.